# Carex kujuzana
Carex kujuzana är en halvgräsart som beskrevs av Jisaburo Ohwi. Carex kujuzana ingår i släktet starrar, och familjen halvgräs. Inga underarter finns listade i Catalogue of Life.